# Perissus delerei
Perissus delerei är en skalbaggsart som beskrevs av Friedrich F. Tippmann 1957. Perissus delerei ingår i släktet Perissus och familjen långhorningar.
Artens utbredningsområde är Afghanistan. Inga underarter finns listade i Catalogue of Life.